# Чарльз Меткальф Макгрегор
Чарльз Меткальф Макгрегор (англ. Charles Metcalfe MacGregor) (12 серпня 1840 — 5 лютого 1887) — генерал-квартирмейстер і начальник розвідки індо-британської армії часів Великої гри.

## Біографія
Шотландець за походженням, Макгрегор народився 12 серпня 1840 році в Індії в Агрі, де його дід генерал-майор Джеймс Макгрегор служив у Бенгальській кавалерії. Після закінчення військового коледжу Мальборо в Англії Чарльз Макгрегор повернувся до Індії, 5 січня 1857 року надійшов 57-й піхотний тубільний полк Бенгальської армії та взяв участь у придушенні Повстання сипаїв, зокрема перебував у битві при Лакхнау, під час бойових дій був двічі поранений.
У 1860—1870-х роках Макгрегор неодноразово бував у військових і дослідницьких експедиціях в Індії, Бутані, Китаї, Афганістані, Персії та навіть зумів нелегально проникнути до Серахса, який вже тоді формально належав Росії. Його звіт про подорож до Хорасана став доволі відомим, його переклали кількома мовами, зокрема й російською.
Під час 2-ї англо-афганської війни Макгрегор служив як офіцер зв'язку в управлінні генерал-квартирмейстера та виконував доручення на комунікаційних лініях у Хайберському проході, потім отримав призначення командиром 3-ї піхотної бригади Кабульсько-Кандагарського корпусу та брав участь у битві під Кандагаром. Після цієї битви Макгрегора призначили начальником штабу британського головнокомандувача генерала Фредеріка Робертса. 19 листопада 1880 року Макгрегор отримав призначення генерал-квартирмейстером індо-британських військ і начальником розвідки та обіймав цю посаду до 27 листопада 1885 року, потім був командувачем Пенджабськими прикордонними військами. 17 січня 1881 року отримав орден Лазні.
22 січня 1887 року Макгрегор став генерал-майором і 5 лютого цього ж року після тривалої хвороби помер у Каїрі, де він перебував на лікуванні. У соборі Святого Павла йому встановлено меморіал.

## «Оборона Індії»
У 1884 році в Симлі Макгрегор надрукував свою працю «Оборона Індії», в якій у світлі Великої гри розглядалося й аналізувалося гіпотетичне вторгнення російської армії до Індії та заходи протидії цьому вторгненню. Ця книга вийшла під грифом «Конфіденційно» та поширювалася виключно серед вищого керівництва Британської імперії. Сучасний дослідник Пітер Гопкірк так оцінює цю роботу: «Макгрегор, переконаний у тому, що російська суть синонім неприємностей, вирішив струсити своїх соратників і зруйнувати їхній самовдоволений спокій, продемонструвавши, як легко напасти на Індію»; російський вчений О. В. Постніков оцінює цю книгу як «Біблію британських русофобів».
В останніх рядках цієї книги сам Макгрегор писав: «Я урочисто свідчу своє переконання у тому, що ніколи не може статися справжнього вирішення російсько-індійського питання, доки Росія не буде вибита з Кавказу та з Туркестану» (курсив автора).
Попри те, що видання було засекречене, військова розвідка Російської імперії зуміла роздобути один екземпляр цієї книги, який 1891 році під грифом «Секретно», переведена та видана Військово-науковим комітетом Головного штабу у Санкт-Петербурзі.
Серед російських політиків і військових книга Макгрегора викликала велику полеміку, у своїх роботах їй приділяли увагу багато фахівців з російсько-британських відносин і східного питання, серед них М. А. Терентьєв, М. В. Грульов, Л. Н. Соболєв та інші. У 1898 році полковник В. Т. Лебедєв надрукував книгу «В Індію! Військово-статистичний і стратегічний нарис», де відкрито полемізував із Макгрегором.
Ряд теоретичних положень Макгрегора згодом отримали практичне втілення, зокрема наприкінці 1880-х років зусиллями Френсіса Янгхазбенда за підтримки лорда Керзона, всупереч англо-російським угодам 1872 року, була спроба втілити в життя план поділу Памірської гірської системи між Афганістаном і Китаєм, і лише завдяки активним діям М. Є. Іонова та Б. Л. Громбчевського ця спроба провалилася.

## Сім'я
У 1869 році він одружився з Френсіс Мері, донькою сера Генрі Маріона Дуранда. Вона померла 9 травня 1873 року. У пари народилася одна донька. У лютому  1883 року він одружився з Шарлоттою Мері Жардін.

## Основні твори Макгрегора
- Mountain warfare: An essay on the conduct of military operations in mountainous countries. London: Nissen and Parker, 1866.
- A Military Report on the Country of Bhutan, containing all the information of military importance which has been collected up to date, 12th July, 1866. Calcutta: Bengal Secretariat Press, 1873.
- Central Asia. Parts I—VI. Calcutta: Foreign Department Press,1871—1875.
- Narrative of a journey through the province of Khorassan and on the N.W. frontier of Afghanistan in 1875. London: W. H. Allen, 1879, 2 vols. (російський переклад: Хороссан: Путешествие по сев.-вост. провинциям Персии / Мак-Грегор; Пер. с англ., под ред. Ген. штаба кап. М. Янжула. Ч. [1]-2. СПб.: тип. бр. Пантелеевых, 1882—1886. — 2 т.).
- Wanderings in Baluchistan. London: W. H. Allen, 1882.
- The Defence of India: a strategical study. By Major-General Sir C. M. MacGregor, K.C.B., C.S.I., C.I.E., quarter master general in India. Simla: Government Central Branch Press, 1884 (російський переклад: Оборона Индии. Ч. 1—2 // Сборник географических, топографических и статистических материалов по Азии. СПб.: Воен.-учен. ком. Глав. штаба, 1891. — Вып. XLIII—XLIV).
- The Second Afghan War. Vol. I—VI. Simla: Government Central Branch Press, 1884—1886.
- War in Afghanistan, 1879—80: the personal diary of Major General Sir Charles Metcalfe MacGregor / edited by William Trousdale. Detroit: Wayne State University Press, 1985.